# Pieczęć stanowa Georgii

Pieczęć stanowa Georgii – awers

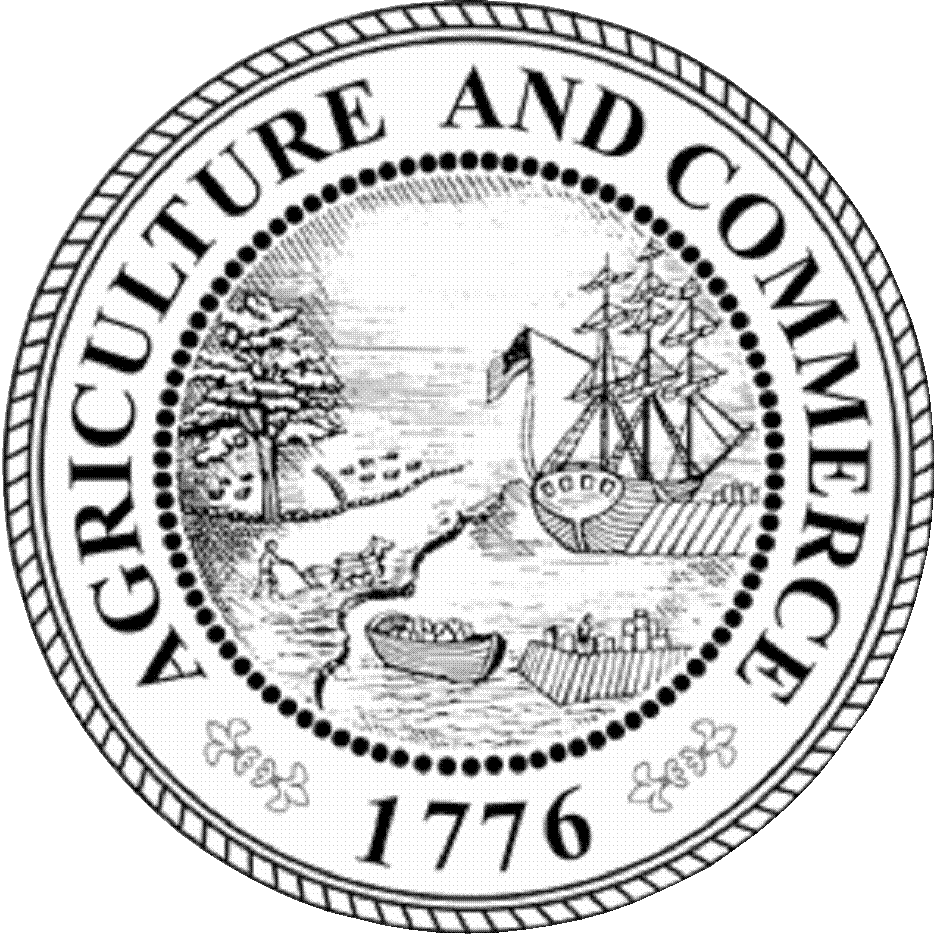
Pieczęć stanowa Georgii – rewers

Pieczęć stanowa Georgii – wzór pieczęci stanowej określony jest w kodeksie stanu Georgia.
Awers pieczęci przedstawia łuk architektoniczny z trzema filarami. Łuk symbolizuje Konstytucję, zaś filary reprezentują trzy gałęzie władzy: ustawodawczą, wykonawczą i sądowniczą. Dewiza stanowa: Wisdom, Justice, Moderation („Mądrość, Sprawiedliwość, Umiar”) jest owinięta dookoła filarów. Między drugim a trzecim filarem stoi człowiek z wyciągniętą szpadą, który reprezentuje militarną obronę Konstytucji. Całość otoczona jest przez motto: State of Georgia, 1776 („Stan Georgia, 1776”). Data 1776 roku jest datą podpisania Deklaracji Niepodległości Stanów Zjednoczonych.
Rewers pieczęci przedstawia wybrzeże, przy którym zakotwiczony jest statek z banderą Stanów Zjednoczonych. Na pokład statku ładowane są tytoń i wełna – dwa ważne towary eksportowe Georgii. Niedaleko statku znajduje się łódź, przypływająca z głębi terytorium stanu i symbolizująca jego wewnętrzny ruch handlowy. Z boku znajduje się stado owiec oraz rolnik orający pole. Całość otoczona jest przez motto: Agriculture and Commerce, 1776 („Rolnictwo i Handel, 1776”).